# New Mexico State Route 9
New Mexico State Highway 9 (NM 9) ist ein 179 km (109.2 mi) langer Highway im US-Bundesstaat New Mexico, der in West-Ost-Richtung verläuft.
Der Highway führt von der New Mexico State Route 80 nahe Rodeo an der Grenze zu Arizona bis zur Columbus Road nahe der Grenze zu Mexiko. Dabei kreuzt die State Route die NM 338, die NM 113, die NM 115, die NM 146, die NM 81 und die NM 11.  